# Palazzo Coccia-Ferri
Il palazzo Coccia-Ferri si trova nel quartiere San Michele di Atessa, in provincia di Chieti. Attualmente è utilizzato come civile abitazione.
Venne edificato nel 1569 come palazzo signorile, di proprietà dei ricchi borghesi, probabilmente utilizzando la struttura di un edificio fortificato preesistente. La sua possente mole lo fa distinguere dalle altre piccole abitazioni del quartiere nelle vicinanze. Tuttavia, esso è il risultato di più lavori operati nel corso del tempo. Si presenta con una superficie interamente intonacata, sviluppata su tre livelli divisi da cornici marcapiano.
Le finestre sono decorate da architrave a timpano semicircolare. Nel settore finale del palazzo ci sono ovali per dare luce alla soffitta.
Nel secondo e terzo livello, le finestre sono decorate da una cornice ad arco in mattoni, come in numerosi altri palazzi del centro storico di Atessa. Gli elementi più significativi del palazzo sono il portale, l'ampio cortile interno e l'elegante scalinata. Un portale si trova in un vicolo di via Belvedere, con raggiera. Il vicolo per la sua stettrezza ha costretto i costruttori a realizzare il palazzo a L. L'altro ingresso è retrostante, sulla via de Rentiis, prospiciente l'asilo Regina Elena.

## Galleria d'immagini

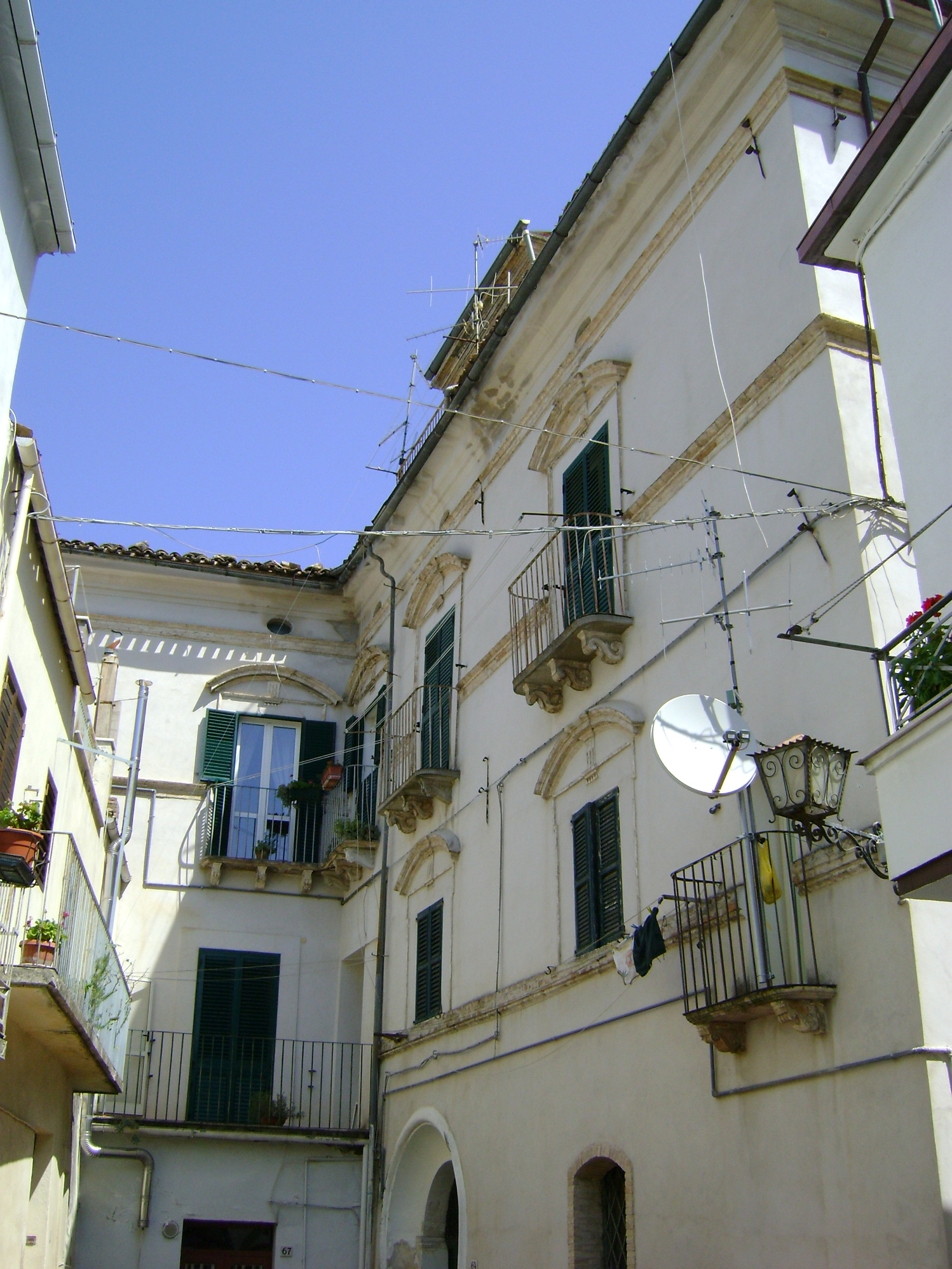
Un altro prospetto
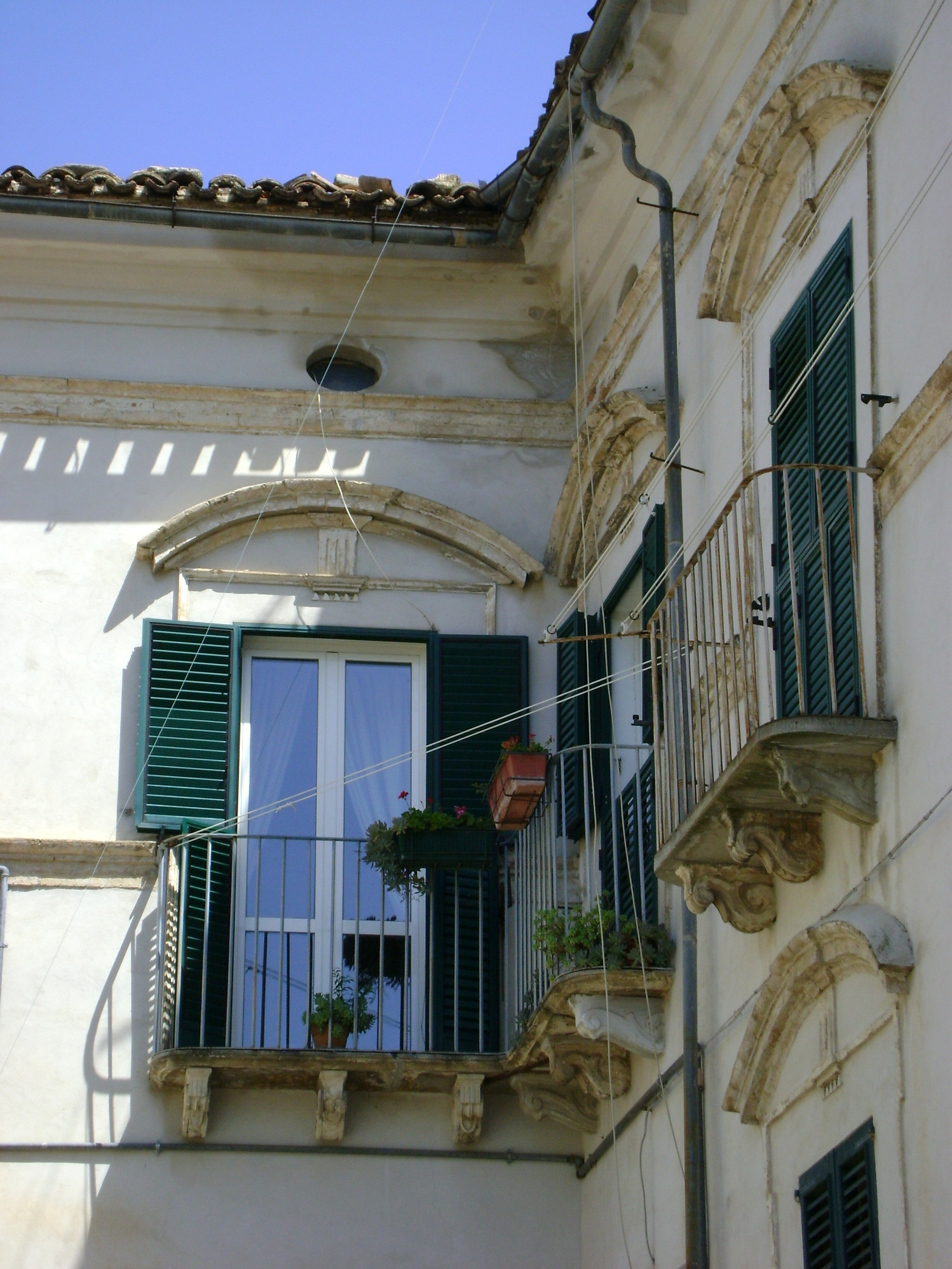
Un particolare